# Bibaj (Mavrovo a Rostuša)
Bibaj (makedonsky: Бибај, albánsky: Bibaj) je vesnice v opštině Mavrovo a Rostuša v Severní Makedonii. Nachází se v Položském regionu. 

## Demografie
Podle sčítání lidu v roce 2002 žije v opštině 31 obyvatel. Všichni jsou Albánci. 